# FRaU
FRaU（フラウ）は、講談社が発行・発売する月刊の女性向けファッション・カルチャー・ライフスタイル雑誌である。雑誌名はドイツ語で「夫人」を意味する。

## 概要
1991年9月創刊。発売日は毎月12日。対象年齢は25 - 29歳の女性で、同社が発売する「with」や「ViVi」と比べて、若干高めである。
ファッション、ビューティ、インテリア、旅行、音楽、読書など、幅広いテーマが掲載される。半年に1回程度、「美容特大号」と題して各社の最新コスメ、メイクアップ、その他美容アイテム、健康法、エクササイズなどを取り上げている。また、男性を含めて人気芸能人が表紙を飾る頻度が高い。
2013年12月号には別冊付録として男性版「FRaU IKI（粋）」が付属した。